# St. Nikolaus (Hallschlag)

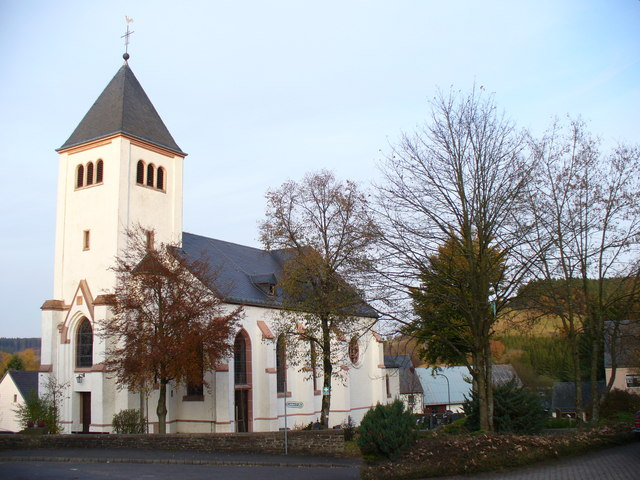
Pfarrkirche St. Nikolaus in Hallschlag

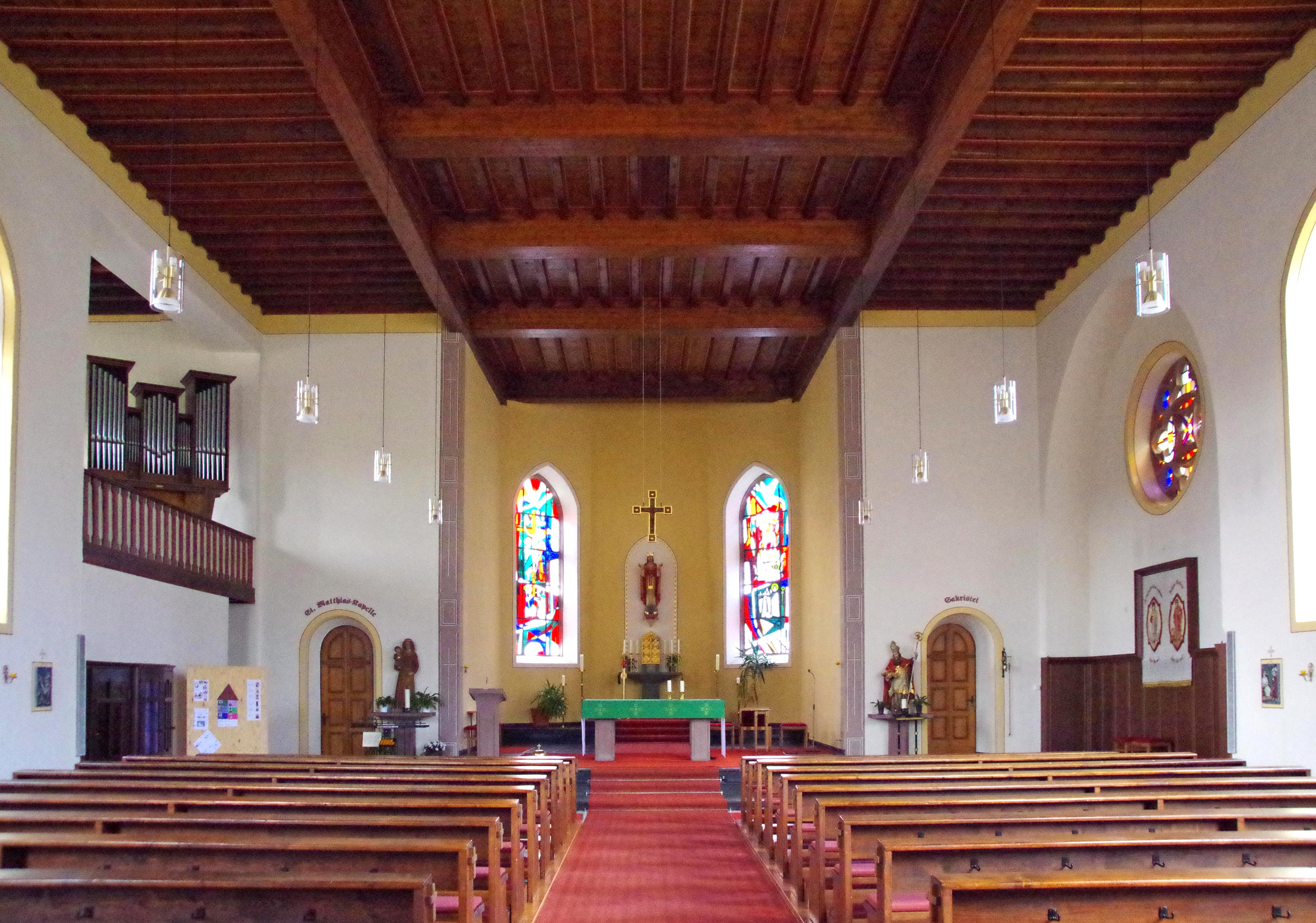
Kirchenschiff mit Blick zum Altar

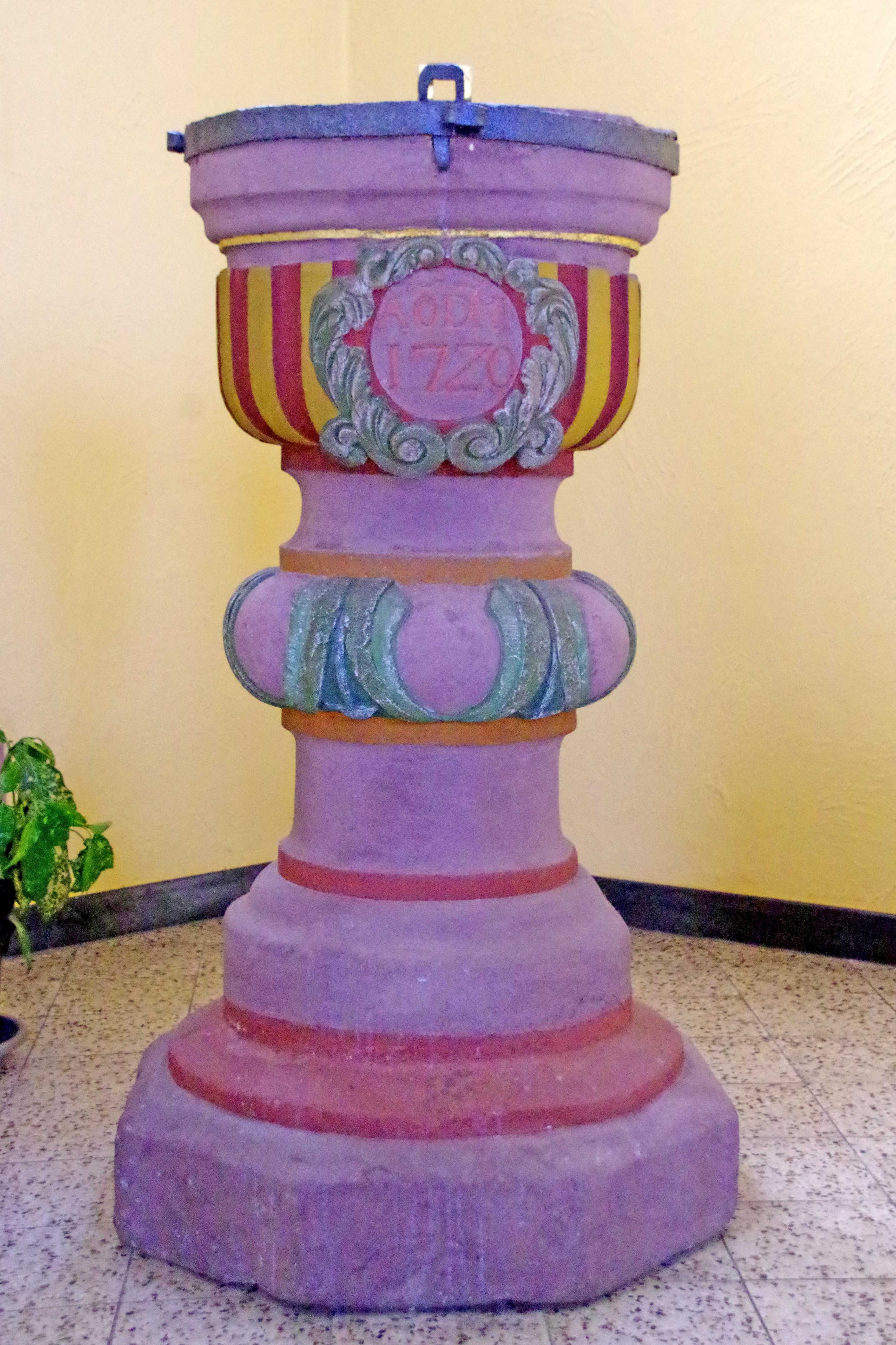
Taufstein von 1720

Die Kirche St. Nikolaus ist die römisch-katholische Pfarrkirche des Ortsteils Hallschlag der Ortsgemeinde Hallschlag im Landkreis Vulkaneifel (Rheinland-Pfalz). 

## Geschichte

### Kirchengebäude
Im Jahr 1301 wird das erste Mal ein Gotteshaus in Hallschlag erwähnt. Diese kleine Kapelle wurde im 15. Jahrhundert im gotischen Baustil umgebaut und erweitert. 1644 ist ein neuer Chor angebaut worden und im Jahr 1786 erhielt die kleine Kirche einen neuen Turm. Mitte des 19. Jahrhunderts wurde die Kirche zu klein und man beschloss, eine neue und größere Kirche zu bauen. So wurde um das Jahr 1867 eine dreischiffige, neogotische Hallenkirche mit dreiseitig geschlossenem Chor und vorgesetztem Glockenturm an Stelle der alten Kirche errichtet. Die Pläne dazu lieferte der Kölner Architekt Vincenz Statz. Im Jahr 1872 ist die Kirche schließlich geweiht worden. 1902 brach ein Brand aus, der das Gebäude sehr stark beschädigte. Danach wurde das Gotteshaus in prachtvolleren Formen wieder aufgebaut, weshalb die Kirche auch „Eifeldom“ genannt wurde. Im Zweiten Weltkrieg wurde die Kirche bis auf die Umfassungsmauern zerstört. Zwischen 1949 und 1950 wurde die Kirche in einfachen Formen wieder aufgebaut und am  6. November 1950 erneut geweiht. Beim Wiederaufbau verzichtete man im Innenraum auf die Unterteilung zwischen Hauptschiff und zwei Nebenschiffen, sodass das Gebäude heute nicht mehr dreischiffig, sondern nur noch einschiffig ist.

### Pfarre
Zur Pfarrgemeinde wurde Hallschlag im Jahr 1803 erhoben. Zur heutigen Pfarrgemeinde gehört auch noch die Filialgemeinde St. Cornelius in Scheid (Eifel).

## Ausstattung
In der Kirche befinden sich zum Teil noch Figuren aus dem 19. Jahrhundert. Der Kreuzweg wurde 1966 angebracht und die Fenster im Jahr 1950. Das älteste Ausstattungsstück ist das Taufbecken aus dem Jahr 1720.